# Hopewell Islands
.
Hopewell Islands är öar i Kanada.   De ligger i territoriet Nunavut, i den östra delen av landet, 1 500 km norr om huvudstaden Ottawa. Arean är 23,3 kvadratkilometer.
Terrängen på Hopewell Islands är platt. Öns högsta punkt är 84 meter över havet. Den sträcker sig 8,0 kilometer i nord-sydlig riktning, och 12,7 kilometer i öst-västlig riktning.
Tre av de större öarna i Hopewell Islands är Fraley Island, Harrison Island (även benämnd Île Innalialuk) och Patterson Island (även benämnd Île Napaartulik).